# Pinamar
Pinamar ist ein bedeutender Badeort im östlichen Argentinien. Er liegt im Südosten der Provinz Buenos Aires am Atlantik und ist Hauptort des gleichnamigen Partido Pinamar. Die Stadt hat 25.397 permanente Einwohner und ist einer der am schnellsten wachsenden Orte Argentiniens.

## Lage
Pinamar liegt an einem flachen Teil der Atlantikküste mit breiten Sandstränden. Rund um die Stadt gibt es einige Pinienwälder, die aber immer mehr Hotel- und Ferienhauskomplexen weichen. Das Umland gehört zur Pampa-Ebene. Das Klima ist ozeanisch und gemäßigt mit mäßig warmen Sommern und milden Wintern. 

## Geschichte
Das Gebiet des Badeorts gehörte ursprünglich zu einer Estancia, dessen Besitzerin Valeria Guerrero die ersten Strandhütten aufstellte. 1938 beauftragte sie den Architekten Jorge Bunge mit der Bewaldung der Wanderdünen und der Gründung eines Badeorts. 1940 wurde das Straßennetz angelegt, 1942 die ersten Hotels und Gastronomiebetriebe eröffnet. Obwohl der Ort bald einen schnellen Aufschwung als Touristenzentrum erlebte und schon 1949 ans Eisenbahnnetz angeschlossen wurde, wurde er erst 1978 als eigenständige Gemeinde anerkannt. Zwischen 1980 und 2001 vervierfachte sich die Einwohnerzahl von 4.500 auf über 20.000, ein Ende des Wachstums ist infolge des in Argentinien verbreiteten Phänomens der Stadtflucht nicht abzusehen.

## Tourismus
Pinamar galt in Argentinien als exklusiver Badeort, in dem die Preise vor allem in den Außenbezirken Cariló und Valeria del Mar nur für Besserverdienende erschwinglich waren. Heute hat sich dies etwas gewandelt, auch Angehörige der Mittelschicht besuchen den Badeort dank einiger preisgünstigerer Hotels, was zu einem Tourismusboom geführt hat. Etwa 500.000 Gäste besuchen den Ort pro Saison.

## Städtepartnerschaften
- Aley, Libanon, seit dem 2. Februar 2006
- Myrtle Beach, South Carolina, USA, seit dem 17. April 1997